# Terrafugia Transition
Terrafugia Transition je "leteči avto" - hibdridno vozilo, ki se lahko vozi kot avtomobil in leti kot športno letalo. Razvija ga od leta 2006 ameriško podjetje Terrafugia.
Poganja ga lahki batni motor Rotax 912Zgrajen je iz lahkih karbonskih vlaken in ima dolet 787 kilometrov.  Gorivo je lahko avtomobilski bencin ali pa 100LL avgas. Potovalna hitrost letala je 170 km/h in 110 km/h kot avto. Avionika je Dynon Skyview, ima opcijo avtopilota. Za večjo varnost ima reševalno padalo.
Ko je v načinu avto je 2,03 metra visok, 2,29 metra širok in 5,72 metra dolg. V načinu avto motor poganja CVT transmisijov letu pa propeler v konfiguraciji potisnik.
Prvi let je bil marca 2009, prva dobava je bila planirana leta 2011.

## Tehnične specifikacije
- Posadka: 1 pilot
- Kapaciteta: 1 ppotnik
- Tovor: 460 lb (210 kg)
- Dolžina: 19 ft 9 in (6,02 m)
- Razpon kril: 26 ft 6 in (8,08 m)
- Višina: 6 ft 6 in (1,98 m)
- Prazna teža: 970 lb (440 kg)
- Uporaben tovor: 460 lb (210 kg)
- Maks. vzletna teža: 1 430 lb (650 kg)
- Motor: 1 × Rotax 912ULS, 100 Km (75 kW) @ 5800 rpm (največ pet minut), 95 KM (71 kW) @ 5500 kontinuirano
- Propeler: na prototipu: Prince Aircraft Company, štirikraki "P-Tip"; na proizvodnem prototipu: Sensenich 3 kraki Rotax
- Premer propelerja: 68 in. (1,7 m)
- Širina kokpita: 48 in (1,2 m)
- Kapaciteta goriva: 23 US gal (87 L; 19 imp gal), 141 funtov (64 kg)
- Dolžina na cesti: 18 ft 9 in (5,72 m)
- Širina na cestu: 7 ft 6 in (2,29 m)
- Višina na cesti: 6 ft 8 in (2,03 m)
- Pogon na cesti: na zadnjih kolesih

- Maks. hitrost: 100 vozlov (115 mph, 185 km/h)
- Potovalna hitrost: 93 vozlov (107 mph, 172 km/h)
- Hitrost izgube vzgona: 45 vozlov (51 mph, 82 km/h)
- Dolet: letalo - 425 nmi (489 mi; 787 km) (); vožnja po cesti - 805 mi (1 296 km; 700 nmi)
- Maks. hitrost na cesti: 70 mph (110 km/h)
- Poraba goriva v letu: 5 US gal (19 L), 21,4 mpg-US (11,0 L/100 km; 25.7 mpg-imp)
- Poraba goriva na cesti: 35 mpg-US (6,7 L/100 km; 42 mpg-imp)

- Avionika:
- Dynon Avionics EFIS-D100 Electronic Flight Information System with HS34 Nav and GPS Connectivity
- Dynon Avionics EMS-D120 Engine Monitoring System
- Dynon Avionics SkyView SV-D1000
- XCOM Avionics VHF Transceiver